# Vatican (colline)
La colline du Vatican (en latin : Mons Vaticanus, italien : Colle Vaticano) est le nom d'une colline au bord du Tibre, sur la rive opposée au site ancien de Rome et aux sept collines de Rome en Italie. Elle pourrait avoir été le site d'une ville étrusque appelée Vaticum

## Origines
L'origine du nom Vatican n'est pas clairement définie, il peut être dérivé du latin vates signifiant « voyant, devin » ou vaticinor (« prophétiser ») ; il est également possible que le nom vienne du nom étrusque d'un dieu des vagissements des enfants, Vaticanus ou Vatikanos, également connu sous le nom de Vagitanus, dieu d'ailleurs associé à des prophéties pour les Étrusques. Son temple était construit sur l'ancien site de « Vaticanum », la colline du Vatican. En effet, la colline du Vatican était la maison des vates, c'est-à-dire des devins, dès l'histoire la plus reculée de Rome. Une autre explication, avancée par l'historien de l'architecture James Lees-Milne, est que le nom « Vatican » provient du culte à Cybèle dont les rites à la fertilité, associés à son jeune amant Attis, étaient pratiqués en ce lieu. Ils étaient appelés ex vaticinatione archigalli, c'est-à-dire en accord avec les prophéties du grand prêtre (l'archigalle). Sur cette colline des prophéties, se tenait le festival annuel du printemps. Un pin, symbole phallique d'Attis, était planté en dehors du temple pour préparer le « jour du sang » (sanguinaria). L'objet de ce rassemblement était de commémorer l'auto-castration des jeunes, sur ordre de Cybèle, afin de les empêcher d'en épouser une autre.

## Le site
Au cours du Ier siècle après Jésus-Christ, la colline du Vatican est en dehors des limites de la ville ; un cirque romain, le cirque de Caligula et de Néron (ou « cirque du Vatican ») s'y trouve. La basilique Saint-Pierre est construite sur l'emplacement d'un cimetière, où la tradition situe la tombe de saint Pierre. À proximité se trouvait un autre cimetière qui est ouvert au public depuis le 10 octobre 2006, afin de célébrer le 500e anniversaire du Musée du Vatican.
La colline du Vatican n'est pas l'une des fameuses sept collines de Rome, elle est incluse dans les limites de la ville de Rome au IXe siècle sous le règne du pape Léon IV qui fait construire les murailles de la cité léonine afin de protéger la basilique Saint-Pierre et le Vatican. Jusqu'aux accords du Latran en 1929, elle fait partie du rione Borgo.

## Saint-Siège
Avant la papauté d'Avignon (1305–1378), le Saint-Siège se trouve au palais du Latran. Après la papauté d'Avignon, l'administration de l'Église est déplacée à la colline du Vatican et le palais papal est jusqu'en 1871 le palais du Quirinal sur la colline du même nom. Depuis 1929, une partie de la colline du Vatican est l'emplacement de l'État de la Cité du Vatican. Toutefois, la cathédrale de l'évêque de Rome, le pape, n'est pas la basilique Saint-Pierre au Vatican, mais la basilique Saint-Jean-de-Latran ; elle bénéficie à ce titre du privilège d'extraterritorialité comme indiqué dans les accords du Latran et elle est considérée comme la « mère » de toutes les églises de Rome et du monde.